# Hoy me desperté
Hoy me desperté es un programa especial de la Fundación Huésped emitido el 1° de diciembre de 2006 por el Día Mundial de la Lucha contra el Sida, que busca reflexionar sobre la complejidad que supone dar respuesta a la epidemia del VIH/sida.
El especial fue escrito y dirigido por Darío Lanis y Bruno Stagnaro, con producción general de Cecilia Felgueras y realizado por Flehner Films y Boga Bogagna. Está protagonizado por Nahuel Mutti y Sebastián Pajoni, y contó con la participación de Enrique Dumont, Leonora Balcarce, Gustavo Garzón y Antonella Costa, entre otros. También se sumaron a la propuesta Eleonora Cassano, Ricardo Darín, Jorge Lanata, Cecilia Roth y Adrián Suar, entre otros.
Canal Trece y Fundación Huésped fueron pioneros en exhibir, por primera vez en la televisión abierta local, un programa de ficción dedicado exclusivamente al VIH/sida.
La presentación se realizó en el Palais de Glace, donde asistieron los directores, productores y gran parte del elenco. Además, en 2007 se llevó a cabo durante el mes de febrero una exposición en Abasto Shopping.
“Hoy me desperté” fue distinguido con el premio de oro en el New York Festivals’ 2008, TV Broadcasting Awards.

## Elenco
- Nahuel Mutti
- Sebastián Pajoni
- Enrique Dumont
- Leonora Balcarce
- Gustavo Garzón
- Antonella Costa

### Participaciones
- Eleonora Cassano
- Jorge Lanata
- Boy Olmi
- Cecilia Roth
- Ricardo Darín
- Daniel Santillán
- Iván de Pineda
- Víctor Heredia
- Adrián Suar
- Diego Ripoll